# Cantón Montalvo
El Cantón Montalvo es uno de los 13 cantones que conforman la provincia ecuatoriana de Los Ríos. Su cabecera cantonal es la ciudad de Montalvo. Es el undécimo cantón más poblado de la provincia. 

## Cantones limítrofes con Montalvo
| Noroeste: Babahoyo | Norte: Chimbo | Noreste: Chimbo     |
| Oeste: Babahoyo    |               | Este: San Miguel    |
| Suroeste: Babahoyo | Sur: Babahoyo | Sureste: San Miguel |

## Gobierno municipal
El cantón Montalvo, al igual que los demás cantones ecuatorianos, se rige por un gobierno municipal según lo estipulado en la Constitución Política Nacional.El Gobierno Municipal de Montalvo es una entidad de gobierno seccional que administra el cantón de forma autónoma al gobierno central. 
El Gobierno municipal de Montalvo, se rige principalmente sobre la base de lo estipulado en los artículos 253 y 264 de la Constitución Política de la República y en la Ley de Régimen Municipal en sus artículos 1 y 16, que establece la autonomía funcional, económica y administrativa de la entidad.

### Alcaldía
El poder ejecutivo del cantón es desempeñado por un ciudadano con título de alcalde de Montalvo, el cual es elegido por sufragio directo en una sola vuelta electoral sin fórmulas o binomios en las elecciones municipales. El vicecalde no es elegido de la misma manera, ya que una vez instalado el Concejo Cantonal de Montalvo se elegirá entre los ediles un encargado para aquel cargo. El alcalde y el vicealcalde duran cuatro años en sus funciones, y en el caso del alcalde, tiene la opción de reelección inmediata o sucesiva. El alcalde es el máximo representante de la municipalidad y tiene voto dirimente en el concejo cantonal, mientras que el vicealcalde realiza las funciones del alcalde de modo suplente mientras no pueda ejercer sus funciones el alcalde titular.
El alcalde cuenta con su propio gabinete de administración municipal mediante múltiples direcciones de nivel de asesoría, de apoyo y operativo. Los encargados de aquellas direcciones municipales son designados por el propio alcalde.

### Concejo cantonal
El poder legislativo del cantón es ejercido por el Concejo Cantonal de Montalvo el cual es un parlamento unicameral que se constituye al igual que en los demás cantones mediante la disposición del artículo 253 de la Constitución Política Nacional. De acuerdo a lo establecido en la ley, la cantidad de miembros del concejo representa proporcionalmente a la población del cantón.
El cantón Montalvo posee siete concejales, los cuales son elegidos mediante sufragio (Sistema D'Hondt) y duran en sus funciones cuatro años pudiendo ser reelegidos indefinidamente. De los siete ediles, cinco representan a la población urbana mientras que dos representa a las zonas rurales. El alcalde y el vicealcalde presiden el concejo en sus sesiones. Al recién instalarse el concejo cantonal por primera vez los miembros eligen de entre ellos un designado para el cargo de vicealcalde de la ciudad.
Los miembros del concejo cantonal organizarán las distintas comisiones municipales conforme a lo preescrito en los artículos 85 y 93 de la Codificación de Ley Orgánica de Régimen Municipal. Las comisiones están conformadas por los miembros principales y suplentes del concejo cantonal y por designados dentro de las diferentes instituciones públicas del cantón. Un concejal puede ser parte de más de una comisión.

## Organización territorial
El cantón Montalvo consta de una parroquia urbana: Montalvo, y una parroquia rural: La Esmeralda. 
| División territorial/parroquia                                                                                           | Superficie (km²) | Población (hab.) |
| --- | ---------------- | ---------------- |
| Montalvo (Cabecera cantonal)                                                                                             | 349,40           | 26 875           |
| La Esmeralda | 11,60            | 3 022            |
| Total cantón | 361 km²          | 29 897 hab.      |
| Datos proporcionados por el Instituto Nacional de Estadísticas y Censos sobre el Censo de Población y Vivienda del 2022. |                  |                  |

Consta de una parroquia urbana: Montalvo, y una parroquia rural: La Esmeralda, además de los recintos: 24 de Mayo, La Nena, La Esmeralda, San Jorge, San Pedro, Potosí, Pisagua, las Mercedes, Las Cruces, El Triunfo, La Pradera, Limatón, Carmen Rosa, Las Balsas, La Vitalia, Pretoria, La Victoria, El Cisne, La Ernestina, San Antonio, San Joaquín entre otros. Su río principal es el Río Cristal y su destacada actividad económica es la agricultura y turismo. Este cantón de la provincia de los Ríos se caracteriza a la vez por un alto índice de  migración de su población por falta de oportunidades laborales.
Río Cristal
El río Cristal es muy conocido en Montalvo, pues, vienen de otros lugares disfrutar de sus aguas cristalinas, además de ser un sitio turístico en la época de creciente.